# Kasdorf
Kasdorf ist eine Ortsgemeinde im Blauen Ländchen im Rhein-Lahn-Kreis in Rheinland-Pfalz. Sie gehört der Verbandsgemeinde Nastätten an.

## Geographie
Kasdorf liegt zwischen Rhein und Lahn im Taunus (westlicher Hintertaunus).

## Geschichte
Der Ort wurde erstmals im Jahr 1262 als „Chastraffa“ urkundlich erwähnt. Mit dem Tode Philipp I. endete 1479 die Reihe der Grafen von Katzenelnbogen. Deren Niedergrafschaft fiel per Erbvertrag an den Landgrafen von Hessen. Seit 1557 war das Gebiet im Besitz Hessen-Kassels. Bereits in (und vor) dem 16. Jahrhundert wurde hier intensiv Schafzucht betrieben und die aus der Wolle gewebten Stoffe als besonders hochwertiges „Nastätter Tuch“ im In- und Ausland verkauft. Ab etwa 1590 war der Anbau von Flachs eine wichtige Erwerbsquelle. Aus dem Flachs wurde ebenfalls Tuch hergestellt, das oft auch blau gefärbt wurde. Dies ist der Ursprung der Bezeichnung Blaues Ländchen für das Gebiet.
Von 1806 bis 1813 stand das Gebiet unter französischer Verwaltung. Nach dem Wiener Kongress (1815) wurde die Region und damit auch das damalige Casdorf aufgrund eines Tauschvertrages 1816 dem Herzogtum Nassau zugeordnet. Infolge des sogenannten Deutschen Krieges wurde das Herzogtum Nassau 1866 vom Königreich Preußen annektiert.
Nach dem Ersten Weltkrieg war Kasdorf bis zum Abzug der Franzosen 1929 besetzt. Seit 1937 hat der heutige Namen Kasdorf seine Gültigkeit. Nach dem Zweiten Weltkrieg war Kasdorf in der französischen Besatzungszone und ist seit 1946 Teil des damals neu gebildeten Landes Rheinland-Pfalz.

## Politik

### Gemeinderat
Der Gemeinderat in Kasdorf besteht aus sechs Ratsmitgliedern, die bei der Kommunalwahl am 9. Juni 2024 in einer Mehrheitswahl gewählt wurden, und dem ehrenamtlichen Ortsbürgermeister als Vorsitzendem.

### Bürgermeister
Danny Richter wurde am 5. Juli 2024 Ortsbürgermeister von Kasdorf. Da bei der Direktwahl am 9. Juni 2024 kein Wahlvorschlag eingereicht wurde, erfolgte die Neuwahl des Bürgermeisters gemäß Gemeindeordnung durch den Rat.
Richters Vorgänger als Ortsbürgermeister war Timo Bremser.

### Wappen
| Wappen von Kasdorf | Blasonierung: „Auf silbernem Grund ein grünes Kleeblatt.“ |
| Wappen von Kasdorf | Wappenbegründung: Mit dem Kleeblatt sollte wohl die Bedeutung der Landwirtschaft in der fruchtbaren Kasdorfer Mulde ausgedrückt werden. Der Zeitpunkt, seitdem die Gemeinde das Wappen führt, ist nicht mehr bekannt. Es wurde jedenfalls schon in einem Siegel zur Zeit des Herzogtums Nassau geführt. |